# Massá
Massá (em hebraico: מַסָּה, cujo significado é "provação", "teste") é uma das localidades que a Torá identifica como tendo sido percorrido pelos israelitas durante o Êxodo, apesar da lista de estações visitadas no livro de Números não mencioná-la. No livro de Êxodo, Massá é mencionado ao mesmo tempo que Meribá, em um contexto que sugere que Massá seja a mesma localização que Meribá, mas outas menções bíblicas de Massá e Meribá, como aquela na Benção de Moisés, parece implicar que elas são localizações distintas.
O texto bíblico afirma que os israelitas discutiram com Moisés sobre a ausência de água, e Moisés os repreendeu por colocarem Yahweh à prova, daí o nome Massá, que significa testar. Em uma narrativa anterior referente à Mará, um argumento similar é relatado, no qual Yahweh testou os israelitas. Alguns estudiosos textuais consideram este último episódio, que não menciona Massá explicitamente, como sendo a versão eloísta do nome de Massá, enquanto que o primeiro relato, no qual o nome Massá se refere ao teste de Yahweh pelos israelitas, é atribuído ao Javismo.
Salmos 95, uma chamada à adoração e à obediência, recorda o incidente em Massá:

Porque ele é nosso Deus, e nós somos seu povo; em seu pasto, ovelhas sob seu cuidado.
Se tão somente hoje vocês ouvissem sua voz:
"Não endureçam o coração, como fizeram em Meribá, como fizeram naquele dia em Massá, no deserto, quando seus pais me puseram à prova;
Eles me desafiaram, ainda que tivessem visto minha obra.